# Campeonato Europeo de Natación en Piscina Corta de 2005
El IX Campeonato Europeo de Natación en Piscina Corta se celebró en Trieste (Italia) entre el 8 y el 11 de diciembre de 2005. Fue organizado por la Liga Europea de Natación (LEN) y la Federación Italiana de Natación. 
Las competiciones se realizaron en las Piscinas Bruno Bianchi de la ciudad italiana. Participaron un total de 38 países europeos.

## Resultados

### Masculino
| Evento                   | Oro                                                                                        | Plata                                                                                | Bronce                                                                         |
| ------------------------ | ------------------------------------------------------------------------------------------ | ------------------------------------------------------------------------------------ | ------------------------------------------------------------------------------ |
| 50 m libre (08.12)       | Mark Foster Reino Unido 21,27 s                                                            | Frédérick Bousquet Francia 21,47 s                                                   | Johan Kenkhuis · Países Bajos · 21,51 s                                        |
| 100 m libre (10.12)      | Filippo Magnini · Italia · 46,52                                                           | Steffen Deibler · Alemania · 47,43                                                   | Yevgueni Lagunov · Rusia · 47,55                                               |
| 200 m libre (11.12)      | Filippo Magnini · Italia · 1:42,89                                                         | Massimiliano Rosolino · Italia · 1:43,32                                             | Ross Davenport Reino Unido 1:43,93                                             |
| 400 m libre (08.12)      | Yuri Prilukov · Rusia · 3:37,81                                                            | Paweł Korzeniowski · Polonia · 3:38,20                                               | Paul Biedermann · Alemania · 3:39,88                                           |
| 1500 m libre (10.12)     | Yuri Prilukov · Rusia · 14:27,12                                                           | David Davies Reino Unido 14:35,94                                                    | Mateusz Sawrymowicz · Polonia · 14:38,86                                       |
| 50 m espalda (09.12)     | Thomas Rupprath · Alemania · 23,57                                                         | Arkadi Viachanin · Rusia · 23,95                                                     | Liam Tancock Reino Unido 24,06                                                 |
| 100 m espalda (11.12)    | László Cseh · Hungría · 51,29                                                              | Arkadi Viachanin · Rusia · 51,47                                                     | Thomas Rupprath · Alemania · 51,50                                             |
| 200 m espalda (08.12)    | Markus Rogan · Austria · 1:50,43 RM                                                        | Arkadi Viachanin · Rusia · 1:50,77                                                   | Gordan Kožulj · Croacia · 1:53,01                                              |
| 50 m braza (10.12)       | Oleg Lisogor · Ucrania · 26,67                                                             | Alessandro Terrin · Italia · 26,79                                                   | Matjaž Markič Eslovenia 27,08                                                  |
| 100 m braza (09.12)      | Oleg Lisogor · Ucrania · 58,07                                                             | Romanós Alyfantís · Grecia · 58,08                                                   | Valeri Dymo · Ucrania · 58,60                                                  |
| 200 m braza (11.12)      | Sławomir Kuczko · Polonia · 2:07,01                                                        | Grigori Falko · Rusia · 2:07,04                                                      | Paolo Bossini · Italia · 2:07,70                                               |
| 50 m mariposa (11.12)    | Lars Frölander · Suecia · 23,08                                                            | Mark Foster Reino Unido 23,12                                                        | Matti Rajakylä · Finlandia · 23,17                                             |
| 100 m mariposa (09.12)   | Thomas Rupprath · Alemania · 50,55                                                         | Yevgueni Korotyshkin · Rusia · 51,32                                                 | Peter Mankoč Eslovenia 51,47                                                   |
| 200 m mariposa (10.12)   | Paweł Korzeniowski · Polonia · 1:50,89                                                     | Helge Meeuw · Alemania · 1:52,49                                                     | Nikolai Skvortsov · Rusia · 1:53,58                                            |
| 100 m estilos (11.12)    | Peter Mankoč Eslovenia 52,65                                                               | Oleg Lisogor · Ucrania · 53,38                                                       | Vytautas Janušaitis · Lituania · 54,16                                         |
| 200 m estilos (08.12)    | László Cseh · Hungría · 1:53,46 RM                                                         | Vytautas Janušaitis · Lituania · 1:55,52                                             | Alessio Boggiatto · Italia · 1:56,11                                           |
| 400 m estilos (09.12)    | László Cseh · Hungría · 4:00,37 RM                                                         | Luca Marin · Italia · 4:02,88                                                        | Alessio Boggiatto · Italia · 4:06,38                                           |
| 4 × 50 m libre (11.12)   | Países Bajos · Mark Veens · Mitja Zastrow · Gijs Damen · Johan Kenkhuis · 1:25,03 RM       | Francia Julien Sicot David Maître Alain Bernard Frédérick Bousquet 1:25,40           | Reino Unido Mark Foster Liam Tancock Christopher Cozens Anthony Howard 1:25,85 |
| 4 × 50 m estilos (08.12) | Alemania · Thomas Rupprath · Mark Warnecke · Johannes Dietrich · Steffen Deibler · 1:34,83 | Ucrania · Andri Oleinyk · Oleg Lisogor · Serhi Breus · Viacheslav Shyrshov · 1:34,91 | Reino Unido Mark Foster Liam Tancock Chris Cook Matthew Clay 1:35,22           |

- RM – Récord mundial.

### Femenino
| Evento                   | Oro                                                                                               | Plata                                                                                             | Bronce                                                                                             |
| ------------------------ | ------------------------------------------------------------------------------------------------- | ------------------------------------------------------------------------------------------------- | -------------------------------------------------------------------------------------------------- |
| 50 m libre (11.12)       | Marleen Veldhuis · Países Bajos · 24,32 s                                                         | Cristina Chiuso · Italia · 24,37 s                                                                | Anna-Karin Kammerling · Suecia · 24,52 s                                                           |
| 100 m libre (09.12)      | Marleen Veldhuis · Países Bajos · 52,84                                                           | Hanna-Maria Seppälä · Finlandia · 53,36                                                           | Petra Dallmann · Alemania · Alena Popchanka · Francia · 53,56                                      |
| 200 m libre (11.12)      | Josefin Lillhage · Suecia · Federica Pellegrini · Italia · 1:55,54                                | —                                                                                                 | Paulina Barzycka · Polonia · 1:55,97                                                               |
| 400 m libre (10.12)      | Laure Manaudou Francia 3:56,79 RM                                                                 | Joanne Jackson Reino Unido 4:01,12                                                                | Federica Pellegrini · Italia · 4:02,81                                                             |
| 800 m libre (09.12)      | Laure Manaudou Francia 8:11,25 RM                                                                 | Anastasiya Ivanenko · Rusia · 8:14,51                                                             | Flavia Rigamonti · Suiza · 8:20,32                                                                 |
| 50 m espalda (10.12)     | Louise Ørnstedt Dinamarca 27,26                                                                   | Janine Pietsch · Alemania · 27,47                                                                 | Aliaxandra Herasimenia · Bielorrusia · 27,59                                                       |
| 100 m espalda (09.12)    | Laure Manaudou Francia 58,12                                                                      | Louise Ørnstedt Dinamarca 58,63                                                                   | Janine Pietsch · Alemania · 58,65                                                                  |
| 200 m espalda (11.12)    | Iryna Amshennikova · Ucrania · 2:05,12                                                            | Louise Ørnstedt Dinamarca 2:06,44                                                                 | Annika Liebs · Alemania · 2:06,73                                                                  |
| 50 m braza (08.12)       | Janne Schäfer · Alemania · 30,62                                                                  | Beata Kamińska · Polonia · 30,71                                                                  | Yelena Bogomazova · Rusia · 30,88                                                                  |
| 100 m braza (11.12)      | Beata Kamińska · Polonia · 1:06,51                                                                | Yelena Bogomazova · Rusia · 1:06,89                                                               | Simone Weiler · Alemania · Chiara Boggiatto · Italia · 1:06,98                                     |
| 200 m braza (09.12)      | Anne Poleska · Alemania · 2:23,06                                                                 | Katarzyna Dulian · Polonia · 2:23,24                                                              | Chiara Boggiatto · Italia · 2:23,40                                                                |
| 50 m mariposa (09.12)    | Anna-Karin Kammerling · Suecia · 26,05                                                            | Inge Dekker · Países Bajos · 26,20                                                                | Fabienne Nadarajah · Austria · 26,32                                                               |
| 100 m mariposa (11.12)   | Martina Moravcová · Eslovaquia · 58,19                                                            | Alena Popchanka Francia 58,27                                                                     | Johanna Sjöberg · Suecia · 58,39                                                                   |
| 200 m mariposa (08.12)   | Beatrix Boulsevicz · Hungría · 2:06,62                                                            | Mette Jacobsen Dinamarca 2:07,12                                                                  | Aurore Mongel Francia 2:07,52                                                                      |
| 100 m estilos (10.12)    | Hanna-Maria Seppälä · Finlandia · 1:00,71                                                         | Hanna Eriksson · Suecia · 1:01,18                                                                 | Hinkelien Schreuder · Países Bajos · 1:01,21                                                       |
| 200 m estilos (08.12)    | Katarzyna Baranowska · Polonia · 2:10,25                                                          | Aleksandra Urbańczyk · Polonia · 2:11,11                                                          | Daria Beliakina · Rusia · 2:11,62                                                                  |
| 400 m estilos (11.12)    | Katarzyna Baranowska · Polonia · 4:33,70                                                          | Anastasiya Ivanenko · Rusia · 4:35,27                                                             | Zsuzsanna Jakabos · Hungría · 4:35,68                                                              |
| 4 × 50 m libre (09.12)   | Países Bajos · Hinkelien Schreuder · Inge Dekker · Chantal Groot · Marleen Veldhuis · 1:36,27 RM  | Suecia · Johanna Sjöberg · Anna-Karin Kammerling · Josefin Lillhage · Therese Alshammar · 1:36,75 | Alemania · Dorothea Brandt · Daniela Samulski · Petra Dallmann · Daniela Götz · 1:38,90            |
| 4 × 50 m estilos (10.12) | Países Bajos · Hinkelien Schreuder · Inge Dekker · Moniek Nijhuis · Marleen Veldhuis · 1:47,44 RM | Alemania · Dorothea Brandt · Daniela Samulski · Janne Schäfer · Janine Pietsch · 1:47,68          | Suecia · Rebecca Ejdervik · Anna-Karin Kammerling · Josefin Lillhage · Therese Alshammar · 1:49,07 |

- RM – Récord mundial.

## Medallero
| Núm. | País         | Oro | Plata | Bronce | Total |
| ---- | ------------ | --- | ----- | ------ | ----- |
| 1    | Alemania     | 5   | 4     | 7      | 16    |
| 2    | Polonia      | 5   | 4     | 2      | 11    |
| 3    | Países Bajos | 5   | 1     | 2      | 8     |
| 4    | Hungría      | 4   | 0     | 1      | 5     |
| 5    | Italia       | 3   | 4     | 6      | 13    |
| 6    | Francia      | 3   | 3     | 2      | 8     |
| 7    | Suecia       | 3   | 2     | 3      | 8     |
| 8    | Ucrania      | 3   | 2     | 1      | 6     |
| 9    | Rusia        | 2   | 8     | 4      | 14    |
| 10   | Reino Unido  | 1   | 3     | 4      | 8     |
| 11   | Dinamarca    | 1   | 3     | 0      | 4     |
| 12   | Finlandia    | 1   | 1     | 1      | 3     |
| 13   | Eslovenia    | 1   | 0     | 2      | 3     |
| 14   | Austria      | 1   | 0     | 1      | 2     |
| 15   | Eslovaquia   | 1   | 0     | 0      | 1     |
| 16   | Lituania     | 0   | 1     | 1      | 2     |
| 17   | Grecia       | 0   | 1     | 0      | 1     |
| 18   | Bielorrusia  | 0   | 0     | 1      | 1     |
| 18   | Croacia      | 0   | 0     | 1      | 1     |
| 18   | Suiza        | 0   | 0     | 1      | 1     |
|      | TOTAL        | 39  | 37    | 40     | 116   |